# Hoplosphyrum occidentale
Hoplosphyrum occidentale är en insektsart som först beskrevs av Scudder, S.H. 1869.  Hoplosphyrum occidentale ingår i släktet Hoplosphyrum och familjen Mogoplistidae. Inga underarter finns listade i Catalogue of Life.